# Kalbsbries Rumohr
Kalbsbries Rumohr ist ein Gericht, das aus Kalbsbries, Trüffeln und Gänsestopfleber in Strudel- oder Blätterteig besteht. Das Gericht wurde 1976 von Eckart Witzigmann im Tantris für Wolfram Siebeck entwickelt und nach Carl Friedrich von Rumohr benannt. Das Gericht zählt als Klassiker der Nouvelle Cuisine. Siebeck notierte, dass das Gericht am 10. Januar 1976 um 10:08 Uhr entstanden sei.

## Zusammensetzung
Kalbsbries Rumohr besteht aus einer gebackenen Strudel- oder Blätterteigkuppel, in deren Inneren sich in der obersten Schicht gebratene Gänsestopfleber auf einer Schicht in Madeirawein blanchierter schwarzer Wintertrüffel auf einer Basis von blanchierter und entwässerter Nuss des Kalbsbries befindet. Als Sauce werden helle Wein-Sahne-Saucen wie Champagner-Sahne-Sauce oder Sauce Albufera serviert. Als Gemüsebeilage können blanchierter Lauch, Artischocke, Topinambur, Trüffel und Pilze verwendet werden. Von Martin Klein wurde eine Variante des Gerichts mit Kalbsbries-Chips und -Eis in einer Brühe entwickelt.